# Polikarp iz Smirne
Polikarp (grško Πολύκαρπος, Polýkarpos; latinsko Polycarpus; 69 – 155) je bil krščanski škof iz 2. stoletja v Smirni .  V Polikarpovem mučeništvu je opisana njegova mučeniška smrt: bil je zvezan in sežgan, nato pa zaboden, ko ogenj ni požrl njegovega telesa.  Polikarp velja za svetnika in cerkvenega očeta v vzhodnih pravoslavnih, orientalskih pravoslavnih, katoliških, anglikanskih in luteranskih cerkvah. Njegovo ime „polikarp“ v grščini pomeni „veliko sadja“. 
Tako Irenej, ki je kot mladenič slišal Polikarpa, in Tertulijan  sta zapisala, da je bil Polikarp učenec apostola Janeza .  Hieronim je zapisal, da je bil Polikarp Janezov učenec in da ga je Janez posvetil za škofa v Smirni. 
Polikarp je eden izmed apostolskih očetov. 
Sestal se je tudi s papežem v Rimu, kjer sta se dogovarjala glede datuma praznovanja velike noči. Do dogovora sicer ni prišlo, kljub temu pa sta se razšla v prijateljskih odnosih.

## Dela
Edino preživeto delo je Polikarpovo pismo Filipljanom.
Prosili so ga, naj jim pošlje pisma Ignacija Antiohijskega, ob tem pa je še sam napisal pismo, ki jim ga je priložil.  